# U 56 (Kriegsmarine)
De U 56 was een Duitse U-boot van de IIC-klasse tijdens de Tweede Wereldoorlog. Hij voer in het begin van de Tweede Wereldoorlog onder leiding van luitenant-ter-zee Wilhelm Zahn.

## Geschiedenis
De U 56 ontdekte in 1939 een eskader met de Britse slagschepen HMS Rodney, HMS Nelson met aan boord Winston Churchill en twee admiralen en HMS Hood, begeleid door tien torpedobootjagers. Onder water varend lanceerde Zahn drie torpedo's. Hij hoorde zelfs de doffe klappen toen ze alle drie tegen de scheepsromp van HMS Nelson insloegen, maar de torpedo's waren blindgangers.

## OndergangU 56
De U 56 werd tot zinken gebracht op 28 april 1945 te Kiel in positie 54° 19′ 0″ NB, 10° 10′ 0″ OL door Britse vliegtuigbommen. Hierbij vielen zes doden en negentien overleefden het bombardement waaronder de laatste commandant van de U 56 Oberleutnant Joachim Sauerbier.

## Commandanten
- 26 Nov, 1938 - 21 Jan, 1940: Wilhelm Zahn
- 22 Jan, 1940 - 13 Okt, 1940: Otto Harms
- 14 Okt, 1940 - 21 Apr, 1941: Kptlt. Werner Pfeifer
- 22 Apr, 1941 - 19 Jan, 1942: Wolfgang Römer
- 20 Jan, 1942 - 14 Nov, 1942: Oblt. Günther-Paul Grave
- 15 Nov, 1942 - 27 Feb, 1944: Oblt. Hugo Deiring
- 28 Feb, 1944 - 30 Jun, 1944: Werner Sausmikat
- 1 Jul, 1944 - 22 Feb, 1945: Ltn. Heinrich Miede
- 9 Jan, 1945 - 5 Feb, 1945 Ltn. Walter Kaeding (in opleiding) (Ridderkruis)
- 23 Feb, 1945 - Apr, 1945: Oblt. Joachim Sauerbier